# 주저
주저(周佇: 미상~1024년 7월 2일(음력 5월 24일))는 송나라 온주 태생의 고려의 문신이다.

## 이력
- 생년: 미상.
- 1005년(목종 8): 장삿배를 따라서 옴. 그의 재주를 눈여겨본 채충순이 왕에게 건의해 예빈주부(禮賓主簿)로 임명받음.[1][2] 그 뒤 몇 개월도 안 되어 습유(拾遺) 벼슬을 받았고 마침내 제고(制誥)를 받음.[2]
- 1011년(현종 2): 현종이 거란을 피해 남쪽으로 피난을 갔을 때 하공진이 잡혔다는 소식을 듣고 모두가 뿔뿔이 도망쳤지만 시랑(侍郞) 충숙(忠肅), 장연우, 채충순(蔡忠順), 김응인(金應仁) 등과 함께 왕의 곁을 지킴.[3] 이 공으로 그는 몇 단계를 뛰어 넘어 예부시랑(禮部侍郎), 중추원(中樞院) 직학사(直學士)가 됨.[4][2] 또한 과거 시험에 호명(糊名)[5] 방식을 채택할 것을 건의함.[6]
- 1013년(현종 4): 수찬관에 임명됨.[7]
- 1014년(현종 5): 지공거로서 과거 시험을 주관함.[8]
- 1015년(현종 6): 〈본국 입송 진봉 기거 표〉를 지음.[9]
- 1018년(현종 9): 우상시(右常侍)가 됨.[10]
- 1021년(현종 12) 6월에는 한림학사(翰林學士) 승지(承旨)가 되었으며,[11], 같은 달에 숭문보국공신(崇文輔國功臣)·좌산기상시(左散騎常侍)·상주국(上柱國)·해남현(海南縣)[12] 개국남(開國男)으로 봉해졌고, 식읍 3백 호를 받음.[13][2] 8월에는 〈현화사비〉의 비문을 지음.[14]
- 1022년(현종 13): 예부상서(禮部尙書)가 됨.[15]
- 1024년(현종 15): 7월 2일(음력 5월 24일)에 죽음.[16]

## 작품
- 〈본국 입송 진봉 기거 표〉(《동인지문 사륙》에 수록)
- 〈진봉표〉(위와 같음)
- 〈현화사비〉

## 전기 자료
- 《고려사》 권94, 〈열전〉7, 주저

## 참고 자료
- 《고려사》
- 《고려사절요》
- 《동인지문사륙》